# Danemark aux Jeux olympiques d'hiver de 1968
Le Danemark participe aux Jeux olympiques d'hiver de 1968 à Grenoble en France. Il y est représenté par trois athlètes. Cette participation a été la cinquième du Danemark aux Jeux d'hiver. La délégation danoise n'a pas récolté de médaille.

## Délégation
Les trois athlètes de la délégation danoises participent tous aux épreuves de ski de fond.
Listes des athlètes :
- Femme : Kirsten Carlsen
- Hommes : Apollo Lynge et Svend Carlsen